# Jožef Pogačnik (Bischof)

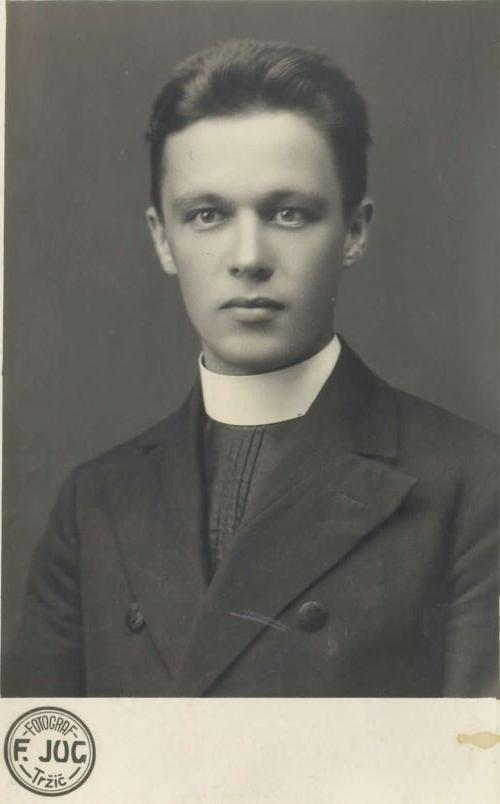
Jože Pogačnik in den 1920er Jahren

Jožef Pogačnik (* 28. September 1902 in Kovor, Neumarktl, Herzogtum Krain; † 25. März 1980 in Ljubljana) war römisch-katholischer Erzbischof von Ljubljana.

## Leben
Jožef Pogačnik empfing am 25. Juli 1927 die Priesterweihe.
Am 28. Februar 1963 wurde er zum Weihbischof in Ljubljana und Titularbischof von Irenopolis in Isauria ernannt. Die Bischofsweihe spendete ihm am 7. April desselben Jahres der Erzbischof von Zagreb, Franjo Šeper, Mitkonsekratoren waren Maksimilijan Držecnik, Bischof von Maribor und Viktor Burić, Bischof von Senj-Modruš.
Am 2. März 1964 wurde Pogačnik zum Erzbischof von Ljubljana ernannt. Er hatte das Amt bis zum 23. Februar 1980 inne.
Jožef Pogačnik starb am 25. März 1980 im Alter von 77 Jahren in Ljubljana.